# Polyplectropus unciformis
Polyplectropus unciformis là một loài Trichoptera trong họ Polycentropodidae. Chúng phân bố ở miền Cổ bắc.